# Böseck
Böseck är ett berg i Österrike.   Det ligger i distriktet Spittal an der Drau och förbundslandet Kärnten, i den centrala delen av landet, 280 km sydväst om huvudstaden Wien. Toppen på Böseck är 2 854 meter över havet, eller 280 meter över den omgivande terrängen. Bredden vid basen är 2,6 km. Böseck ligger vid sjön Grosser Oschenik See.
Terrängen runt Böseck är huvudsakligen mycket bergig. Närmaste större samhälle är Bad Gastein, 14,6 km norr om Böseck. 
Trakten runt Böseck består i huvudsak av gräsmarker. Runt Böseck är det ganska glesbefolkat, med 29 invånare per kvadratkilometer.